# Prandtl-Nikuradse-Colebrooks formel
Prandtl-Nikuradse-Colebrooks formel gäller vid övergångszon II mellan hydrauliskt glatt och hydrauliskt rått. Formeln är uppkallad efter Ludwig Prandtl, Johann Nikuradse och C.F. Colebrook och är även känd som Colebrooks formel och Colebrook-Whites formel.
{\displaystyle q_{PNC}={\dfrac {\pi {\sqrt {2\cdot g\cdot d^{5}\cdot I}}}{2}}\cdot log_{10}\left({\dfrac {k_{e}}{c_{PNC}\cdot d}}+{\dfrac {2,51\cdot \nu }{\sqrt {2\cdot g\cdot d^{3}\cdot I}}}\right)}
där
qPNC = Flöde (m3)
π = Matematisk konstant (3,14159...)
g = Tyngdacceleration (m/s2)
d = Innerdiameter (m)
I = Fall (-)
ke = Ekvivalent sandråhet (m)
cPNC = Empirisk konstant (-)
ν = Kinematisk viskositet (m²)
För de flesta rörtyper brukar konstanten cPNC sättas till 3,93, men för korrugerade plaströr brukar värdet 4,00 användas. Ibland används värdet 3,71 och då kallas formeln för okorrigerad.

## Friktionstal
Prandtl-Nikuradse-Colebrooks formel kan även användas för att beräkna friktionstalet i Darcy-Weisbachs ekvation. Uttrycket blir då:
{\displaystyle \lambda _{PNC}={\dfrac {1}{4\cdot \left(log_{10}\left({\dfrac {k_{e}}{c_{PNC}\cdot d}}+{\dfrac {2,51}{Re\cdot {\sqrt {\lambda _{PNC}}}}}\right)\right)^{2}}}} Implicit form
{\displaystyle \lambda _{PNC}={\dfrac {1}{4\cdot \left(log_{10}\left({\dfrac {k_{e}}{c_{PNC}\cdot d}}+{\dfrac {2,51\cdot \nu }{\sqrt {2\cdot g\cdot d^{3}\cdot I}}}\right)\right)^{2}}}} Explicit form
{\displaystyle {\dfrac {1}{\sqrt {\lambda _{PNC}}}}=-2\cdot log_{10}\left({\dfrac {k_{e}}{c_{PNC}\cdot d}}+{\dfrac {2,51}{Re\cdot {\sqrt {\lambda _{PNC}}}}}\right)} Implicit form
{\displaystyle {\frac {1}{\lambda _{PNC}}}=-2\cdot log_{10}\left({\dfrac {k_{e}}{c_{PNC}\cdot d}}+{\dfrac {2,51\cdot \nu }{\sqrt {2\cdot g\cdot d^{3}\cdot I}}}\right)} Explicit form
där
λPNC = Friktionstal (-)
ke = Ekvivalent sandråhet (m)  
cPNC = Empirisk konstant (-)
g = Tyngdacceleration (m/s2)
d = Innerdiameter (m)
Re = Reynolds tal (-)
ν= Kinematisk viskositet (m²/s)
Den empiriska konstanten (cPNC) brukas sättas till 3,93 för betongledningar och 4,00 för korrugerade plastledningar.